# 楊凱博
楊凱博（英語：Yeung Hoi Bok，2006年3月8日—），香港男童星及模特兒，無綫電視兼邵氏兄弟藝員。為目前餘下仍在TVB拍攝劇集兩位之放學ICU小主持之一，另一位為正在修讀TVB訓練班陳煒迪

## 演出作品

### 電視劇（無綫電視）
| 首播       | 劇名              | 角色                         |
| ---------- | ----------------- | ---------------------------- |
| 2016年     | 城寨英雄          | 朝陽（童年）                 |
| 2017年     | 乘勝狙擊          | 翟冠一 / 蔣冠一（童年）      |
| 2017年     | 降魔的            | 馬季（童年）                 |
| 2018年     | 天命              | 愛新覺羅•錦寧                |
| 2018年     | 特技人            | 齊冠一                       |
| 2019年     | 白色強人          | 何一波                       |
| 2019年     | 好日子            | 歐陽迎                       |
| 2019年     | 十二傳說          | 吳精神（童年）               |
| 2019年     | 金宵大廈          | 林若思（童年）               |
| 2020年     | 降魔的2.0         | 馬季（童年）                 |
| 2021年至今 | 愛·回家之開心速遞 | 池子孝（童年）/龍敢威(童年)  |
| 2021年     | 大步走            | 麥宇笙                       |
| 2021年     | 逆天奇案          | 許浚森（童年）               |
| 2021年     | 寶寶大過天        | Chloe朋友                    |
| 2021年     | 刑偵日記          | 葉勁峰 / 朱璣 / Matt（童年） |
| 2022年     | 雙生陌生人        | 古星晨                       |
| 2022年     | 回歸光影頌: 曙光  | 區耀祖（少年）               |
| 2022年     | 回歸              | 區耀祖（少年）               |
| 2022年     | 黯夜守護者        | 何子俊（俊仔）               |
| 2022年     | 富貴千團          | 區力勤（童年）               |
| 2023年     | 靈戲逼人          | 榮                           |
| 2023年     | 羅密歐與祝英台    | 少年                         |
| 2024年     | 旁觀者            | 高大昇（少年）               |

### 主持（無綫電視）
- 放學ICU

### 主持（ViuTV）
- 2017年：細路玩大咗

## 外部連結
- 楊凱博的Instagram帳戶